# Valeria y Maximiliano
Valeria y Maximiliano es una telenovela mexicana producida en 1991 por Carlos Sotomayor para Televisa. Fue transmitida por El Canal de las Estrellas desde el 30 de diciembre de 1991 hasta el 1 de mayo de 1992 ocupando el horario de las 19:00 h.
Protagonizada por Leticia Calderón y Juan Ferrara, con las participaciones antagónicas de Ana Colchero y Marco Muñoz. Contó también con las actuaciones coprotagónicas de Cecilia Gabriela, Arturo Peniche y Magda Karina, además de las actuaciones estelares de los primeros actores Magda Guzmán, Rosita Arenas, Gina Romand, Carlos Bracho, Claudio Obregón y Rubén Rojo.
A diferencia de otros melodramas, esta telenovela tuvo como protagónico femenino a una joven caprichosa, aristocrática, egocéntrica, despectiva y arrogante dispuesta a obtener lo que desea sin importarle a que precio o sobre quien tenga que pasar, esto le valió varios reconocimientos y buenas críticas a Leticia Calderón por su alta capacidad histriónica y su magistral actuación.
Pese a que la mayoría de las telenovelas de Televisa se estrenan en lunes, Valeria y Maximiliano inició en jueves, ya que la televisora no quiso que se estrenara sino hasta después de Navidad. El lunes 23 y martes 24 de diciembre se transmitió un resumen especial de su predecesora, La pícara soñadora, y el miércoles 25 un programa especial para presentar Valeria y Maximiliano. El primer capítulo se transmitió el jueves 26 de diciembre.
A pesar de que ejecutivos de Televisa accedieron a la transmisión de este melodrama, eran pocas las expectativas de éxito, pero desde su inicio la telenovela marcó los más altos niveles de audiencia del canal. Fue repetida por el mismo canal de julio de 2000 a septiembre de 2000 con buenos índices de audiencia aún para una repetición, fue también un éxito mundial vendida por Televisa a otros países como Italia, España, Rusia, Alemania, Francia, Estados Unidos y Brasil.
Se retransmitió por el canal TLNovelas, desde el 19 de septiembre de 2016 hasta el 20 de enero de 2017.

## Sinopsis
Valeria Landero (Leticia Calderón) es una muchacha rica y arrogante, acostumbrada que sus padres le cumplan todos y cada uno de sus caprichos y antojos, viviendo como una auténtica reina. Su padre, Miguel Landero (Carlos Bracho), es dueño de una casa de bolsa con un prestigio social muy alto, y su madre Blanca (Rosita Arenas), es una exitosa doctora que tiene una clínica particular donde ella trabaja feliz sin depender completamente de su marido y ambos también son padres de Dulce (Cecilia Gabriela) y Susana (Ana Colchero). Valeria termina sus estudios y empieza a trabajar al lado de su padre donde demuestra ser una mujer inteligente y capaz, a diferencia de sus hermanas quienes tienen un carácter más calmado, en especial Dulce, quien por una enfermedad renal vive siempre tranquila para no empeorar su salud.
Patricio del Val (Arturo Peniche), un amigo de la familia, regresa del extranjero y al llegar pide hablar con don Miguel, Valeria quien siempre ha estado enamorada de él piensa que ese amor es correspondido y supone que la conversación de Miguel y Patricio es referente a su compromiso. Pero para sorpresa de Valeria y de toda la familia Patricio pide la mano de Dulce, pues éstos han tenido una relación secreta por dos años, y Valeria furiosa no está dispuesta a dejar que se realice dicha unión. Patricio viene acompañado por un gran amigo, Maximiliano Riva (Juan Ferrara), un empresario muy exitoso y rico quien se siente fuertemente atraído por el carácter de Valeria, pero se resiste por el hecho de no querer ningún compromiso, Valeria por su parte siente coraje hacia Maximiliano por ser el único hombre que no cae a sus pies dispuesto a cumplir caprichos. Cuando Patricio se casa con Dulce, Valeria trata de convencerlo de que huyan juntos lejos, pero él se niega, y reconoce que no siente amor por Dulce pero que debe cumplir con su compromiso. Poco después, Dulce le informa a su familia que está esperando un hijo.
Román de la Fuente (Marco Muñoz), es un trabajador de la casa de bolsa Landero que mantiene una relación con Nydia (Magda Karina), la secretaria de la agencia. Sin embargo, él se decide a conquistar a Valeria para conseguir posición. Una noche al salir con Nydia, ella se niega a tener intimidad con él, y Román abusa de ella. Nydia no denuncia lo que ocurrió, y poco después se descubre que espera un hijo de Román. Román logra que todo el mundo no crea en la violación, especialmente cuando no hubo denuncia.
La desgracia cae sobre la familia Landero cuando Valeria rechaza a Román, éste como venganza planea un fraude que involucra a Miguel y su socio Julio (Rubén Rojo) con la desaparición de varios millones de dólares. Queriendo proteger a sus hijas del desprestigio, Miguel decide enviar a Valeria y a Susana a vivir con Dulce a la hacienda de Patricio, igualmente envía a Nydia con ellas para ayudarla. Luego, Miguel es encarcelado y el gobierno embarga sus bienes hasta que se compruebe completamente su culpabilidad en el fraude, mientras que don Julio, se da un tiro en la cabeza y queda en estado de coma. Además de la desgracia económica, los Landero reciben otro golpe cuando Blanca contrae Sida al examinar la muestra de sangre de un paciente, y por esto se ven obligados aceptar que sus hijas estén lejos de ellos.
En la hacienda, Román ataca a Valeria y Nydia trata de defenderla, pero es arrojada por Román por las escaleras, lo que provoca que pierda al bebé que esperaba. Al verlo, Valeria le dispara a Román con una escopeta y le hiere una pierna, pero él logra escapar. A Dulce también se le adelanta el parto, pero no puede amamantar a su bebé, y Valeria decide hacer que Nydia lo amamante, y ella, quien ha quedado en shock, lo confunde con su hijo. Maximiliano llega a la hacienda para ayudar a Valeria, y al enterarse de todo, busca a Román para llevarlo a la cárcel. Maximiliano golpea a Román y lo envía a la ciudad en un helicóptero, pero en el camino éste logra herir al piloto y cae en un bosque en el que se interna hasta que logra huir. Pasa un tiempo y Román, que producto de una infección que sufrió perdió un ojo, se llena de más sed de venganza contra Valeria y Maximiliano. 
Cuando Valeria se entera de lo mal que están las cosas, regresa e intenta ayudar a su familia por todos los medios posibles, buscando trabajo pero no consigue nada por la mala fama que contrajo su familia, y tratando de vender lo poco que salvaron de la casa, pero para presionarla, Román compra toda las cosas que Valeria trató de vender de su familia. Más tarde, Román decide comprar la hipoteca de la casa de Valeria, y cada vez que ella logra juntar el dinero para pagarla, él le pone una trampa para que lo pierda. Susana se hace aliada y amante de Román, y lo ayuda a seguir acosando a Valeria. Cuando Salvador (Juan Carlos Muñoz), el prometido de Susana, la descubre besando a Román, cancela su boda. Salvador reconoce que a quién amó siempre es a Valeria, y le propone matrimonio, y ella queriendo salvar a su familia acepta. Susana despechada cae en las garras de Román, al que no se le ha podido demostrar ninguna relación con el fraude, y goza de bienes económicos con los que mantiene a Susana feliz. Igualmente, Nydia es llevada a una clínica de reposo mental para que supere su trauma, y Román envía a un asesino a que la desaparezca, pero este se encariña con ella y no cumple las órdenes de Román.
Valeria comienza a trabajar junto a Salvador para encargarse de toda su familia, y Maximiliano decepcionado decide marcharse a ocuparse de sus negocios fuera de México. Finalmente, Valeria y su familia logran salir adelante: Don Julio se recupera por completo de su intento de suicidio y se compromete con Mamá U (Magda Guzmán), la tía de las muchachas, Don Miguel es liberado de la cárcel y es convocado a dar clases de economía, Nydia se casa con su amigo Alberto (Hugo Acosta) y tienen un hijo, pero lamentablemente la sra Blanca muere producto de una grave hepatitis. Ahora Patricio se encapricha por Valeria a pesar de que los dos ya están casados y empeora la salud de Dulce, quien queda embarazada de nuevo. Posteriormente, Salvador muere asesinado en un pleito con uno de los socios de su negocio, al cual Román había puesto en su contra, y Maximiliano acude en ayuda de Valeria quien acepta su propuesta de matrimonio. Román se mete al departamento de Nydia y Alberto para tratar de vengarse de ellos y huir después, pero finalmente es capturado y llevado a prisión. Valeria y Max se casan rápidamente, pero su matrimonio está lleno de malentendidos y dudas, puesto que ninguno de los dos cree en el amor sincero del otro además de que Susana, convertida en la peor enemiga de su hermana, empieza a hacer dudar más a Maximiliano y así Valeria caiga en desgracia.
Valeria se entera de que tiene problemas para embarazarse y se somete a un tratamiento, pero Maximiliano cree que ella está evitando tener hijos y esto provoca problemas entre ellos. El día de la boda de don Julio y su tía, Valeria habla de sus problemas con Patricio y él la abraza para calmarla, y Susana se aprovecha de esto para aumentar las dudas de Maximiliano. Poco después, Valeria y Maximiliano pasan una noche juntos y al día siguiente él la deja. Poco después Valeria descubre que espera un hijo pero se niega a decírselo a Max por temor a que él solo vuelva por el niño. Valeria escribe una carta en la que confiesa su amor por Max, y su tía la mete entre unos papeles que él tiene que ir a recoger para ayudarlos a reconciliarse, pero Max no llega a leerla. Cuando Max va a la casa por sus cosas, Valeria cree que él quiere arreglar las cosas, pero cuando se da cuenta de que no es así sale de la casa y sufre un accidente en su coche. Valeria se queda varios días inconsciente, y Max habla con Dulce y ella le dice que siempre supo que Patricio amaba a Valeria, pero que sabe que ni su hermana ni él le han faltado.
Susana, quien está embarazada de Román y a cargo de todo su dinero, decide dejarlo en la cárcel y le dice que cuando su hijo nazca lo darán en adopción. Dispuesto a vengarse de ella, Román cita a Susana en la cárcel y consigue un cuarto para hablar en privado, y allí la mata de varios disparos. El capitán Nava se encarga de avisar a la familia de lo que ha pasado, y cuando Dulce lo escucha sufre una crisis y queda en estado de coma. Finalmente, Dulce pierde a su bebé y después muere, y Valeria despierta y entera de que sus hermanas han muerto. Patricio se va de la ciudad a vivir con su hijo.
Finalmente, Valeria se reconcilia con Max y se van a vivir a su hacienda.

## Elenco
- Leticia Calderón - Valeria Landero Romo de Riva
- Juan Ferrara - Maximiliano Riva Parada
- Marco Muñoz - Román De la Fuente
- Arturo Peniche - Patricio Del Val
- Ana Colchero - Susana Landero Romo de De la Fuente
- Cecilia Gabriela - Dulce Landero Romo de Del Val
- Gina Romand - Mercedes de Ramos
- Magda Guzmán - Eugenia Landero de Souberville "Mamá U"
- Rubén Rojo - Julio Souberville
- Claudio Obregón - Ernesto Ramos / Francisco "Pancho"
- Rosita Arenas - Blanca Romo de Landero
- Carlos Bracho - Miguel Landero
- Magda Karina - Nydia Ramos de De la Garza
- Eugenia Avendaño - Tía Nena Landero Vda. de Del Val
- Juan Carlos Muñoz - Salvador Becerril Gómez
- Daniela Durán - Lucía "Lucy" Mora de Nava
- Héctor Parra - Dr. José Sánchez
- Hugo Acosta - Alberto de la Garza
- Luis Uribe - Capitán Manuel Nava
- Ricardo Leal - Oficial Noriega
- Jorge Salinas - Damián Souberville
- Israel Jaitovich - Juan Pablo Souberville
- Guillermo Quintanilla - Matías
- Humberto Yáñez - Marcial Jiménez
- Cuca Dublán - Tomasa "Tomy"
- Rubén Camelo - Antonio "Toño"
- Teresa Rábago - Chona
- Vivian Gray - Angélica Acero Corso
- Georgina Pedret - Verónica
- Guadalupe Bolaños - Ana del Val
- José María Negri - Dr. Larrañaga
- Graciela Bernardos - Dra. Sentíes
- Claudia Benedetti - Dra. Córdova
- Esther Guilmáin - Bertha
- Fernando Arau - Arturo
- Jorge Ruelas - Fausto
- Fabio Ramírez - Augusto
- Fidel Garriga - "Pachón"
- Arturo Paulet - Lic. Ferrusquilla "Ferruscas"
- Sergio de los Santos - Capitán Nogueras
- Eva Díaz - Benita
- Eva Prado - Martha
- Patricia Hernández - Leticia "Lety"
- María Cristina Ribal - Josefina Gómez ex de Becerril
- Rosalba Tamez - Daniela
- Frida Telch - Margarita
- Antonio Rangel - Sr. Beltrán
- Pepe Luke - Chofer de los Landero
- Maripaz García - Amiga de Angélica
- María Dolores Oliva - Campesina
- Adalberto Parra - Lic. Pasquel
- Ari Telch - Invitado en el bautismo
- Federico Negrete - Federico "Kiko" de la Garza Ramos
- Gerardo Garza - Gerardo "Gerardito" del Val Landero

## Equipo de producción
- Historia original de: Nora Alemán
- Edición literaria: Lorena Salazar, Eduardo Quiroga
- Tema principal: Valeria y Maximiliano
- Autor: Guillermo Méndez Guiú
- Tema de cierre: Promesas en la noche
- Autor: Bebu Silvetti
- Intérprete: Lourdes Munguía
- Escenografía: José Antonio Sagredo
- Ambientación: Eneida Rojas, Pilar Campos
- Diseño de vestuario: Mariagna Prats, Silvia Terán, Dariana Ugalde
- Edición: J.C. Camacho, Ángel Domínguez
- Jefe de locación: Gerardo Guzmán
- Jefe de producción: José Antonio Arvizu
- Coordinador de producción: Luis Miguel Barona
- Director adjunto: Claudio Reyes Rubio
- Director de escena en locación: José Acosta Navas
- Director de cámaras: Carlos Guerra Villarreal
- Director: Luis Vélez
- Productor asociado: Rafael Urióstegui
- Productor: Carlos Sotomayor

## Premios

### Premios TV y Novelas 1993
| Categoría                | Nominado(a)      | Resultado |
| ------------------------ | ---------------- | --------- |
| Mejor telenovela         | Carlos Sotomayor | Nominado  |
| Mejor actriz protagónica | Leticia Calderón | Nominada  |
| Mejor actor protagónico  | Juan Ferrara     | Nominado  |
| Mejor villano            | Marco Muñoz      | Nominado  |

### Premios Eres 1993
| Categoría           | Nominado(a)  | Resultado |
| ------------------- | ------------ | --------- |
| Mejor actor estelar | Juan Ferrara | Ganador   |

## Otras versiones
En 2006 el productor Roberto Hernández llevó a la pantalla Heridas de amor, siendo una nueva versión de Valeria y Maximiliano adaptada por José Enrique Jiménez, Guillermo Quezada y María Auxilio Salado. Jacqueline Bracamontes y Guy Ecker dieron vida a Miranda San Llorente y Alejandro Luque. Sin embargo esta telenovela no tuvo el éxito esperado, según muchos críticos de televisión se debió a los cambios hechos al guion original, como el cambio de caracteres entre Valeria y Miranda pues Miranda era completamente diferente y era su hermana interpretada por Ingrid Martz quien tenía las características del personaje de Valeria. Además se modificó el personaje de Mamá U (interpretada por Magda Guzmán) para crear el personaje de Bertha de Aragón, la villana principal. Mientras que en la versión original era como una segunda madre para las hermanas. En el remake, fue un personaje oscuro y perverso. En esta versión la familia San Llorente se dedicaba al cultivo y exportación del cacao y la madre de Miranda vivía al margen de su familia por una supuesta relación extramatrimonial. Leticia Calderón tuvo una participación especial interpretando a la madre de las tres hermanas de joven, así mismo otros actores de la telenovela original realizaron participaciones especiales como Juan Ferrara, Arturo Peniche y Cecilia Gabriela.